# Вајт Самон (Вашингтон)
Вајт Самон (енгл. White Salmon) град је у америчкој савезној држави Вашингтон у округу Кликитат. Налази се у оквиру кањона ријеке Колумбија. По попису становништва из 2010. године у њему је живјело 2.224 становника. Број становништва се повећао за 11,7%, односно на 2.485 становника према попису из 2020. године.

## Историја
Вајт Самон су први пут населили у 1852. години Ерастус Јослин и његова супруга.  Вајт Самон је званично инкорпориран 3. јуна 1907. године.
Вајт Самон је био дио дома племена Кликитат, сада дио Јакама Конфедеративних нација. Племе Кликитат продало је нешто земље Јослинима. Они су углавном били заговорници домородаца за то вријеме. Подручје је отворено 31. октобра 1858. године за насељавање бијелаца након што су Кликитат и Јакама изгубили борбу за своје домовине у рату Јакама. У истој години, регион је веома брзо и тешко насељен од стране бијелих имиграната који су захтевали за земљиште. Кликитати су били приморани да се преселе у резерват Јакама.
Вајт Самон је добио име по ријеци Вајт Самон.

## Географија
Према Бироу а попис становништва Сједињених Америчких Држава, град има укупну површину од 122 sq mi (315,98 km2), све то земљиште.
Град се налази насупрот Худ Ривера, Орегон на ријеци Колумбија. 

## Влада
Тренутна градска влада Вајт Салмона укључује градоначелницу Марла Китлер, први пут изабрану 2019. године, а којој је повјерен и најновији четворогодишњи мандат у новембру 2023. године. 
Садашњи чланови градског већа, изабрани на четворогодишње мандате, укључују Пати Финк (Позиција 1), Дејвид Линдлеј (Позиција 2), Џасон Хартман (Позиција 3), Џим Рансијер (Позиција 4) и Бен Џијант (Позиција 5).

## Клима
| Клима Вајт Самон (Вашингтон) | Клима Вајт Самон (Вашингтон) | Клима Вајт Самон (Вашингтон) | Клима Вајт Самон (Вашингтон) | Клима Вајт Самон (Вашингтон) | Клима Вајт Самон (Вашингтон) | Клима Вајт Самон (Вашингтон) | Клима Вајт Самон (Вашингтон) | Клима Вајт Самон (Вашингтон) | Клима Вајт Самон (Вашингтон) | Клима Вајт Самон (Вашингтон) | Клима Вајт Самон (Вашингтон) | Клима Вајт Самон (Вашингтон) | Клима Вајт Самон (Вашингтон) |
| Показатељ \ Месец            | .Јан.                        | .Феб.                        | .Мар.                        | .Апр.                        | .Мај.                        | .Јун.                        | .Јул.                        | .Авг.                        | .Сеп.                        | .Окт.                        | .Нов.                        | .Дец.                        | .Год.                        |
| ---------------------------- | ---------------------------- | ---------------------------- | ---------------------------- | ---------------------------- | ---------------------------- | ---------------------------- | ---------------------------- | ---------------------------- | ---------------------------- | ---------------------------- | ---------------------------- | ---------------------------- | ---------------------------- |
| Апсолутни максимум, °C (°F)  | 17 (63)                      | 20 (68)                      | 27 (81)                      | 32 (90)                      | 39 (102)                     | 41 (105)                     | 46 (115)                     | 42 (108)                     | 38 (100)                     | 32 (89)                      | 21 (69)                      | 19 (66)                      | 46 (115)                     |
| Максимум, °C (°F)            | 6 (42)                       | 8 (47)                       | 13 (55)                      | 16 (61)                      | 21 (69)                      | 23 (74)                      | 28 (82)                      | 28 (82)                      | 24 (76)                      | 18 (64)                      | 10 (50)                      | 4 (40)                       | 16,6 (61,8)                  |
| Минимум, °C (°F)             | −1 (31)                      | −1 (31)                      | 2 (35)                       | 4 (39)                       | 7 (45)                       | 11 (51)                      | 13 (55)                      | 12 (54)                      | 8 (46)                       | 3 (38)                       | 1 (34)                       | −1 (30)                      | 4,8 (40,8)                   |
| Апсолутни минимум, °C (°F)   | −29 (−20)                    | −29 (−21)                    | −13 (9)                      | −5 (23)                      | −3 (26)                      | 0 (32)                       | 3 (37)                       | 2 (36)                       | −3 (26)                      | −9 (15)                      | −21 (−5)                     | −23 (−10)                    | −29 (−21)                    |
| Количина падавинаmm (in)     | 135,1 (5,32)                 | 103,1 (4,06)                 | 76,5 (3,01)                  | 44,7 (1,76)                  | 33 (1,30)                    | 22,1 (0,87)                  | 7,1 (0,28)                   | 7,9 (0,31)                   | 23,4 (0,92)                  | 58,2 (2,29)                  | 136,9 (5,39)                 | 150,1 (5,91)                 | 798,1 (31,42)                |
| Извор:                       |                              |                              |                              |                              |                              |                              |                              |                              |                              |                              |                              |                              |                              |

## Демографија

### Попис 2010.
Према попису становништва из 2010. у граду је живело 2.224 становника, што је 31 (1,4%) становника више него 2000. године.
Тих 2.224 људи су рапоређени у 921 домаћинства, укључујући 559 породица, у граду. Густина насељености била је 18.230/sq mi (7.038,6/km2)). Било је 1.039 стамбених јединица са просјечном густином од 1 ,823.0 становника по квадратној миљи (703.9/km2). Расни састав града био је 78,8% бијелаца, 0,3% Афроамериканаца, 1,4% Индијанаца, 0,9% Азијата, 14,7% из других раса и 3,9% из двије или више раса. Хиспаноамериканци или Латиноамериканци било које расе били су 24,4%.
Од 921 домаћинстава 31,5% је имало дјецу млађу од 18 година која живе са њима, 45,7% су били брачни парови који живе заједно, 10,7% је имало женског домаћина без мужа, 4,2% је имало мушког домаћина без супруге, а 39,3% су биле не-породице. 33,1 % домаћинстава била је једна особа, а 14,3% једна особа старија од 65 година. Просјечна величина домаћинства била је 2,41, а просјечна величина породице 3,09.
Средња старост била је 38,1 година. 25,6 % становника било је млађе од 18 година; 6,5 % је било у доби од 18 до 24 године; 26,8 % је било од 25 до 44; 25,2 % је било од 45 до 64 и 15.8% су били 65 или старији. Родни састав града био је 48,6% мушкараца и 51,4% жена. 

### Попис 2000.
На попису из 2000. године било је 2.193 људи у 887 домаћинстава, укључујући 590 породица, у граду. Густина насељености била је 1.759,2 људи по квадратној миљи (677,4 / km2). Било је 948 стамбених јединица у просјечној густини од 760.5 по квадратној миљи (292.8 / km2). Расни састав града био је 83,08% бијелаца,0,23% Афроамериканаца,1,14% Индијанаца,0,73% Азијата,0,09% Пацифичког острвљанина, 12,04% из других раса и 2,69% из двије или више раса. Хиспаноамериканци или Латиноамериканци било које расе били су 16,83%.
Од 887 домаћинстава 34,4% је имало дјецу млађу од 18 година која су живела са њима, 50,1% су били брачни парови који живе заједно, 12,3% је имало женског домаћина без мужа, а 33,4% су биле не-породице. 29,7 % домаћинстава била је једна особа, а 14,2% једна особа старија од 65 година. Просјечна величина домаћинства била је 2,46, а просјечна величина породице 3,03. 
Старосна расподјела била је 28,7% млађа од 18 година,7,0% од 18 до 24,28,2% од 25 до 44,20.4% од 45 до 64 године и 15,7% од 65 или више година. Средња старост била је 37 година. На сваких 100 жена, било је 93.0 мушкараца. На сваких 100 жена старости 18 и више, било је 84.7 мушкараца.
Средњи приход домаћинства био је 34,787 долара, а средњи приход породице 39,653 долара. Мушкарци су имали средњи приход од $ 33,021 у односу на $ 20,417 за жене. Приход по глави становника за град износио је 17.995 долара. Око 13,0% породица и 16,7% становништва било је испод границе сиромаштва, укључујући 23,6% оних млађих од 18 година и 12,8% оних старијих од 65 година. 

#### Сумарум
| Група             | 2000.         | 2010.         |
| Белци             | 1.743 (79,5%) | 1.587 (71,4%) |
| Афроамериканци    | 5 (0,2%)      | 6 (0,3%)      |
| Азијати           | 16 (0,7%)     | 20 (0,9%)     |
| Хиспаноамериканци | 369 (16,8%)   | 543 (24,4%)   |
| Укупно            | 2.193         | 2.224         |